# Abdul-Rasheed Saminu
Abdul-Rasheed Saminu, né le 6 octobre 2001, est un athlète ghanéen spécialiste des épreuves de sprint. Champion d'Afrique sur 4 {\displaystyle \times }100 m aux Championnats d'Afrique d'athlétisme 2024.

## Historique

### Début
Abdul-Rasheed Saminu est originaire du village de Nanumba au Ghana. Il a fréquenté le lycée islamique Al-Azhariyya à Tafo Kumasi au Ghana.Il a grandi en jouant au football et a été initié à l'athlétisme par l'intermédiaire de son entraineur Erik Jenkins. Participant à des compétitions d'athlétisme tout au long de ses études secondaires, Saminu s'est initialement inscrit à la Florida Memorial University pour pouvoir obtenir l'éligibilité à la NCAA. Après sa première saison au Florida Memorial, il a été transféré à l'USF.

### Carrière
Saminu Abdul Rasheed, avec un temps de 10,26 secondes a remporté la médaille d'or dans la finale du 100 m hommes lors des 27e Jeux de l'Association sportive des universités du Ghana (GUSA), organisés par l'Université des sciences et technologies Kwame Nkrumah de Kumasi.
Il obtient sa qualification olympique avec une troisième place aux championnats de la National Collegiate Athletics Association (NCAA) au États-Unis.

## Palmarès
| Date | Compétition            | Lieu   | Épreuve | Résultat  | Temps   |
| ---- | ---------------------- | ------ | ------- | --------- | ------- |
| 2024 | Championnats d'Afrique | Douala | 1er     | 4 × 100 m | 38 s 63 |
| 2024 | Championnats d'Afrique | Douala | 4e      | 200 m     | 20 s 67 |

## Records
| Épreuve | Temps   | Lieu   | Date        |
| ------- | ------- | ------ | ----------- |
| 100 m   | 10 s 02 | Eugene | 7 juin 2024 |
| 200 m   | 20 s 12 | Eugene | 7 juin 2024 |